# 梅斯河畔雷康日
梅斯河畔雷康日（法語：Reckange-sur-Mess）是卢森堡西南部的一个市镇，位于梅斯河畔，属于阿尔泽特河畔埃施县。 

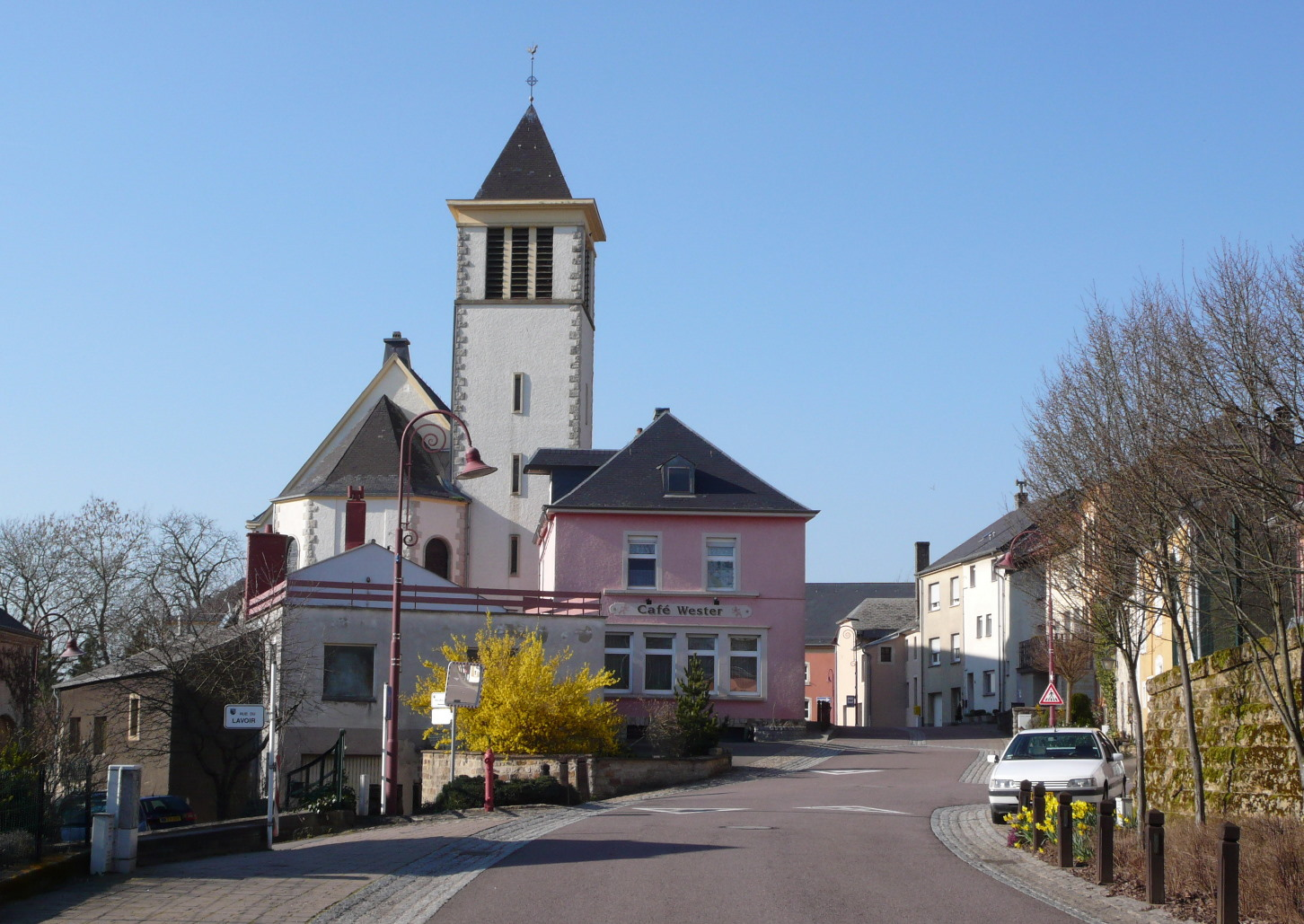
镇中心和教堂